# Yvette, die Modeprinzessin
Yvette, die Modeprinzessin è un film muto del 1922 prodotto e diretto da Frederic Zelnik.

## Produzione
Il film fu prodotto dalla Zelnik-Mara-Film GmbH (Berlin).

## Distribuzione
Uscì in prima nelle sale cinematografiche tedesche a Berlino il 10 agosto 1922.